# خورخه کاراسکوسا
خورخه کاراسکوسا (انگلیسی: Jorge Carrascosa؛ زادهٔ ۱۵ اوت ۱۹۴۸) بازیکن فوتبال اهل آرژانتین است.
از باشگاه‌هایی که در آن بازی کرده‌است می‌توان به باشگاه فوتبال روساریو سنترال، باشگاه فوتبال بانفیلد، و باشگاه فوتبال اتلتیکو هوراکان اشاره کرد.
وی همچنین در تیم ملی فوتبال آرژانتین بازی کرده‌است.